# Šikumen
Šikumen ({{Lang-zh|s=石库门|t=石庫門|p=Shíkùmén|l=dobesedno 'Vrata kamnitega skladišča', šanghajščina: zaq⁸ khu¹ men⁶) je tradicionalni šanghajski arhitekturni slog, ki združuje zahodne in kitajske elemente in se je prvič pojavil v 1860-ih.
Izraz 石库门 izhaja iz šanghajskega narečja 石箍门, kar pomeni »uokviriti ali obdati«. 石箍门 se je nanašal na značilna »vrata s kamnitim okvirjem« stanovanjskih hiš. Na vrhuncu njihove priljubljenosti je bilo v Šanghaju 9000 stavb v slogu šikumen, kar je predstavljalo 60 % celotnega stanovanjskega fonda mesta; vendar je delež trenutno precej nižji, saj večina Šanghajcev živi v velikih stanovanjskih blokih. Šikumen je razvrščen kot ena od vrst rezidenc lilong, včasih preveden kot »hiše v uličicah«.
Leta 2010 je kitajska vlada v nacionalnem registru nematerialne kulturne dediščine (št. VIII-210) priznala »gradbene tehnike arhitekture šikumen lilong«.
Hiše šikumen so bile uvedene tudi v druga pristaniška mesta na Kitajskem. Na primer, veliko jih je bilo zgrajenih v tujih koncesijah Hankouja (danes del Vuhana) in nekatere je tam še danes mogoče videti. Terase šikumen lahko najdemo celo v Pekingu, kjer se obnavljata dve ulici šikumen, Huakang Li in Taian Li, ki izvirata iz 1920-ih.

## Struktura
Šikumeni so dvo- ali trinadstropne stavbe, ki spominjajo na zahodne vrstne hiše ali mestne hiše, odlikujejo pa jih visoki opečni zidovi, ki obdajajo ozko sprednje dvorišče. Ime 'kamnita vrata' se nanaša na te močne prehode.
Vsaka rezidenca meji na drugo in vse so razporejene v ravnih stranskih ulicah, imenovanih longtang (kitajsko: 弄堂; pinjin: Lòngtáng, šanghajščina: lon⁶ daon⁶, IPA: [loŋ¹¹ dɑ̃²⁴], včasih zapisano kot 衖堂), šanghajščina: lon⁶ daon⁶, IPA: [loŋ¹¹ dɑ̃²⁴], včasih zapisano kot 衖堂[4]). Vhod v vsako ulico običajno krasi slogovni kamniti lok.
Šikumen je kulturna mešanica elementov zahodne arhitekture s tradicionalno arhitekturo in družbenim vedenjem Spodnjega Jangceja. Tradicionalna kitajska bivališča so imela dvorišče in šikumen ni bil izjema. Vendar je bilo zaradi urbane narave veliko manjše in je nudilo notranje zatočišče za vrvež na ulicah, kar je omogočalo padanje dežnih kapelj in prosto rast rastlinja znotraj stanovanja. Dvorišče je prav tako omogočalo sončno svetlobo in izboljšalo prezračevanje prostorov.

## Zgodovina

### Izvor
Ta slog stanovanj se je prvotno razvil, ko so lokalni razvijalci prilagodili vrstne hiše zahodnega sloga kitajskim razmeram. Delavci migranti iz okoliških provinc so v velikem številu vstopili v Šanghaj z ustanovitvijo Šanghaja kot pogodbenega pristanišča leta 1843. Upor malih mečev leta 1853 in revolucija tajpingov sta v Šanghaj pripeljala več migrantov in beguncev. Zaradi povečanega povpraševanja so razvijalci nepremičnin začeli graditi veliko število stanovanjskih stavb za nove kitajske prebivalce mesta. Sprva so bile to običajno lesene stavbe, ki so bile poceni in hitro gradljive. Te lesene stavbe so bile zgrajene kot vrste in so običajno poimenovane s pripono Li (里, šanghajsko: li⁶). To so bile prve stavbe lilong v Šanghaju. V 10 mesecih od leta 1853 je bilo zgrajenih 800 tovrstnih stanovanj.
Zaradi njihove vnetljivosti so koncesijske oblasti v Šanghaju tovrstno gradnjo prepovedale. Vendar pa so razvijalci z razcvetom trga nepremičnin v Šanghaju te lesene terase prilagodili naselju šikumen. Uporabili so tradicionalno kitajsko tehniko litie z lesenim okvirjem in nosilno opečno oblogo, za vsako rezidenco pa so uporabili tradicionalno tristransko ali štiristransko dvoriščno postavitev, ki jo pogosto najdemo v regiji Džjangnan.

### Razvoj
Rezidence šikumen so imele veliko manjši odtis kot tradicionalne rezidence z dvoriščem in so bile dostopne po ozkih ulicah. Gradnja je bila tudi cenejša od hiš v zahodnem slogu. Čeprav je bila gradnja dražja od lesenih teras, ki so jih nadomestile, so bile trdnejše in so zato privabljale višje najemnine. Najprej so jih zgradili v britanski koncesiji (kasneje del mednarodnega naselja; in še kasneje v okrožju Huangpu pred združitvijo), a so hitro postale priljubljene po starem mestnem jedru in kitajskih conah ter postale prevladujoča oblika stanovanjske gradnje v Šanghaju. Visok dobiček je privabil celo vrsto nepremičninskih podjetij, da so vstopila na trg šikumenov.
Od desetletja 1910 so bile v šikumene uvedene različne inovacije kot odgovor na družbene spremembe. Z naraščajočim srednjim razredom so oblikovalci povečali širino ulic med terasami, vendar se je širina vsakega stanovanja zmanjšala - od tridelne dvorane in dveh stranskih kril (kot je bilo standardno v 19. stoletju) do dvodelne ali enodelne dvorane in enega stranskega krila. Dekoracije so postale bolj dovršene: glavna vrata hiš so dobila značilne dovršene preklade z arhitravi, arhivoltami in pedimenti. Okoli leta 1919 so naraščajoči pritiski prebivalstva in naraščajoča razlika v premoženju spodbudili razvoj manjših, a bolje opremljenih šikumenov 'novega tipa'. Šikumeni 'novega tipa' so bili namesto dveh visoki tri nadstropja in opremljeni s sodobno sanitarno opremo. Velik poudarek je bil na naravni osvetlitvi, večina šikumenov je bila usmerjena proti jugu, notranje stopnišče v obliki strešnega okna ali atrija pa je dopolnjevalo sprednje in zadnje dvorišče. Poslopja so postala večja, z glavno ulico, ki je vodila z ulice, in stranskimi ulicami, ki so vodile z glavne ulice. Avtomobili so postali bolj priljubljeni, zato so bile glavne ulice običajno zasnovane tako, da so lahko sprejele avtomobile.

### Kasnejša zgodovina
Razcvet 'novega tipa' šikumenov je bila v 1920-ih. Od 1930-ih so jih nadomestile novejše vrste stavb, vključno z novejšimi vrstami rezidenc lilong, pa tudi večje sodobne stanovanjske stavbe, preden sta državljanska vojna in druga kitajsko-japonska vojna popolnoma pretresli nepremičninski trg v Šanghaju.
Za družine, ki si niso mogle privoščiti najemnine za celotno hišo, je bilo običajno, da so nekatere sobe oddale v podnajem. Znani so bili kot 'drugi najemodajalci' (二房东, èr fángdōng) (v nasprotju z glavnim najemodajalcem (大房东, dà fángdōng)). 'Drugi najemodajalci' so pogosto živeli v istem prebivališču šikumen s svojimi najemniki. Pojav je zacvetel po začetku druge kitajsko-japonske vojne: z begunci, ki so se zgrinjali v nezasedene koncesije iz kitajskih con v Hongkouju in DŽabeiju ter drugod, se je povpraševanje po stanovanjih v koncesijah dramatično povečalo. 'Drugi najemodajalci' so uporabljali vse bolj ustvarjalne načine za delitev sob ter gradnjo prizidkov in nadstreškov na dvoriščih in terasah. Rezidence šikumen so postale znane po gneči in neurejenosti. Ni bilo neobičajno, da je v eni sami hiši šikumen živelo na desetine družin. Znana satirična komedija tistega časa, ki se je dogajala v eni od teh hiš, se je imenovala 72 najemniških družin (《七十二家房客》).

### Uporaba
Čeprav so bile stavbe zasnovane za stanovanjske namene, so iz stavb šikumen, skritih znotraj naselij longtang, pogosto delovale tudi druge vrste podjetij. Mednje spadajo oderuhi, trgovci, pisarji, tovarne, zabaviščni prostori in celo šole. Na primer, eno večje naselje šikumen, Šingren Li, je imelo več kot 20 oderuhov. Trgovci so pogosto uporabljali prostore v pritličju za skladiščenje in živeli v zgornjih nadstropjih. Pogosti so bili trgovci s kemikalijami in barvili. V skupnostih šikumen je bila najdena celo lahka industrija, kot so tovarne nogavic in kozmetičnih izdelkov. Še pogostejše (in še danes pogoste v ohranjenih in obnovljenih ulicah šikumen) so trgovine z živili, restavracije, gostilne in kopališča.
Gosto poseljene soseske šikumen so revolucionarjem nudile kamuflažo. Kitajska komunistična partija je svojo prvo konferenco imela v rezidenci šikumen v Šude Liju, drugo pa v drugi rezidenci šikumen v francoski koncesiji. Komunistična mladinska liga je najprej delovala iz rezidence šikumen na aveniji Joffre.
Soseske šikumen so se pogosto uporabljale tudi za manj zdrave obrti. Ulici Huile Li in Čunju Fang na cesti Foočov (zdaj cesta Fudžov) sta bili pred letom 1949 epicenter šanghajske rdeče četrti. V soseskah šikumen so se pogosto pojavljale igre na srečo in opijski brlogi, skupaj z vedeževalci.

### Propad
Do konca 1930-ih so stavbe šikumen že izginjale, prehiteli so jih novejši slogi rezidenc lilong in velike stanovanjske stavbe. Razvoj komercialnih nepremičnin v Šanghaju je med drugo svetovno vojno in kitajsko državljansko vojno, ki ji je sledila, praktično prenehal. Po koncu vojne leta 1949 se je gradnja šikumenov popolnoma ustavila, nadomestila pa jo je načrtovana gradnja stanovanjskih stavb po kolektivističnih načelih. V zgodnjih 1950-ih so izračunali, da je bilo v Šanghaju več kot 9000 stavb šikumen, kar je predstavljalo 65 % stanovanjskega fonda po površini. Čeprav se je ta odstotek sčasoma zmanjšal zaradi gradnje novih stanovanjskih stavb, je večina sosesk šikumen ostala nespremenjena v svojem gosto poseljenem stanju, dokler gospodarske reforme v osemdesetih in devetdesetih letih prejšnjega stoletja niso začele vala rušenja in obnove, zaradi česar je do začetka 21. stoletja ostalo nedotaknjenih le nekaj sosesk. Samo v okrožju Šuhui so izračunali, da se je število stanovanj šikumen zmanjšalo z 2,68 milijona kvadratnih metrov leta 1949 na 0,25 milijona kvadratnih metrov do konca 1990-ih. Prisilno rušenje gosto poseljenih in stabilnih skupnosti šikumen je sprožilo polemike, kot je bil incident leta 2005, ko se je nepremičninski razvijalec zatekel k požigu, da bi prepričal prebivalce k odhodu, kar je povzročilo smrt dveh starejših prebivalcev.

## Klasifikacija in arhitektura
Arhitekturni zgodovinarji razvrščajo šikumen v dve vrsti, 'stari tip' in 'novi tip'. Stari tip je bil pretežno grajen od 1860-ih do konca prve svetovne vojne, novi tip pa je prevladoval od prve svetovne vojne do konca razvoja šikumena po letu 1949. Šikumen starega tipa se nadalje deli na zgodnje in pozno obdobje.
Opredeljujoča značilnost stavbe šikumen so izrazita glavna vrata – od koder izvira tudi ime šikumen. Običajno so ta vrata na osrednji osi vsakega bivališča, z dvojnimi vrati iz težkega lesa, pobarvanimi v sijajno črno barvo. Tipična širina je približno 1,4 metra, višina pa približno 2,8 metra. Vrata imajo običajno medeninasta ali železna trkala. Prvotno dokumentirano ime za takšne stavbe je bilo šigumen (石箍門, šanghajsko: zaq⁸ ku¹ men⁶), kar je v šanghajskem jeziku Vu pomenilo »vrata, uokvirjena s kamnom«, sčasoma pa se je spremenilo v podobno zveneče ime šikumen. Vsako posamezno bivališče kaže tipične značilnosti tradicionalne arhitekture Džjangnana, medtem ko je postavitev celotnega naselja prevzeta po zahodnih vrstnih hišah.

### Stari tip

#### Zgodnje obdobje
Zgodnji stari tip šikumena je bil zgrajen med letoma 1869 in 1910. Ohranili so bolj slog tradicionalnih kitajskih hiš, vendar z veliko zgoščenim tlorisom. Vsako stanovanje ima običajno od 3 do 5 prostorov in dve nadstropji. Za nosilne stene so uporabljali tradicionalni slog litie (立帖) (ali 'opečnati čep') iz opeke. Hiše so imele stene enake višine spredaj in zadaj, tako da je bilo vsako stanovanje (čeprav je bilo del terase) zaprta celota, ločena od zunanjega sveta. Zaradi tega so bili priljubljeni v zgornjem delu trga stanovanjskih nepremičnin.
Zgodnji šikumeni so imeli tudi več značilnosti tradicionalne kitajske arhitekture: na zunanji fasadi terase so pogosto tipični kitajski zatrepi v slogu matou ali guanjin dou ('Guanjinova kapuca'); glavna dvorana ima okna od tal do stropa; okrasne deske pod napušči; in mrežasta okna na stranskih krilih. Vendar pa v nasprotju s poznejšimi stavbami šikumeni vrata zgodnjih šikumenov niso bila bogato okrašena in so bila preprosto uokvirjena v kamen. Kar zadeva razporeditev, so bili šikumeni tega obdobja razporejeni v približno 3 metre široke pasove – ožje kot kasnejše stavbe – in pozornost do orientacije in organizacije glavnih in stranskih pasov, kar sta bili značilnosti poznejših šikumenov, prav tako ni bila namenjena orientaciji in organizaciji glavnih in stranskih pasov.
Kar zadeva notranjo razporeditev, je tik za glavnimi vrati sprednje dvorišče (tianjing 天井), ki ga na levi in desni strani obdajata krili (šiangfangšš 厢房) hiše. V središču, obrnjena proti dvorišču, je dvorana ali ketang džjan (客堂间). Ta velika soba ima običajno površino približno 12 kvadratnih metrov in se uporablja kot moderna dnevna soba. Na obeh straneh dvorane sta cijian (次间) ali 'stranski prostori'. Stopnice, ki vodijo v prvo nadstropje, so za cijianom. Za dvorano in cijianom je zadnje dvorišče (houtianjing 后天井), ki je približno polovico manjše od sprednjega dvorišča. Tu je bil vodnjak, ki je oskrboval hišo z vodo (čeprav so bile kasnejše hiše namesto tega priključene na vodovod). Na zadnji strani zadnjega dvorišča so zadnja poslopja, ki se običajno uporabljajo kot kuhinja, stranišče in shramba. Na splošno je vsako stanovanje ohranilo glavne značilnosti, potrebne za tradicionalno kitajsko vsakdanje življenje, hkrati pa je prihranilo potrebno zemljišče.
Večina šikumenov iz zgodnjega obdobja v starem slogu je bila porušena ali obnovljena. Reprezentativni primeri so Šingren Li, zgrajen leta 1872 (porušen leta 1980), ter Mianjang Li in Džišjang Li, oba v bližini pristanišča Shiliupu.

#### Pozno obdobje
Šikumeni iz poznega obdobja so bili večinoma zgrajeni med letoma 1910 in 1919. Tridelno pročelje z dvema stranskima kriloma je bilo zmanjšano na eno- ali dvodelno, z enim stranskim krilom. Zadnje dvorišče je bilo zmanjšano, vendar je bilo več pozornosti namenjene naravni osvetlitvi, uličice pa so bile razširjene. V prid so bile bolj zahodne arhitekturne podrobnosti: ograje, vrata in okna, stopnišče, kapiteli stebrov in ločni oporniki so uporabljali zahodne dekorativne sloge. Tudi preklada glavnih vrat je postala vse bolj dovršena, okrašena s polkrožnimi arhivolti, trikotnimi pedimenti ali pravokotnimi arhitravi.
Šikumeni starega tipa iz poznega obdobja so veliko bolje ohranjeni kot primeri iz zgodnjega obdobja. Reprezentativni primeri vključujejo zahodni in vzhodni Siven Li (v postopku rušenja), severni Šude Li in Dačing Li, zgrajen leta 1915. Eden redkih objektov šikumen starega tipa, ki se je ohranil v veliki meri nedotaknjen, je Bugao Li ali Cité Bourgogne (zgrajen v 1930-ih) v nekdanji francoski koncesiji.

### Novi tip
Šikumeni novega tipa so bili običajno grajeni od leta 1919 do 1930-ih. Imenovali so jih tudi šikumeni 'reformiranega sloga'. Glavna strukturna razlika med šikumeni novega in starega tipa je, da so stavbe novega sloga visoke tri nadstropja. Zgrajene so bile iz armiranega betona in ne iz opeke. Nekatere so bile opremljene s sodobno sanitarno opremo, naravna osvetlitev pa je postala ključna skrb. Naselja so običajno zasnovana z glavno ulico, hiše pa so razporejene vzdolž odcepnih ulic, ki vodijo od glavne ulice. S prihodom avtomobilov so bile glavne ulice običajno zgrajene dovolj široke, da so lahko sprejele avtomobile. Namesto ene ulice z eno ali dvema vrstama hiš so bili šikumeni novega sloga običajno razviti v velikih blokih. Standardni trikotni zatrepi in stranski zidovi so nadomestili bolj dovršene sloge matou ali guanjin dou z betonskimi vrhovi. Za zunanje stene je bila uporabljena izpostavljena opeka. Glavni okvir vrat se je prav tako spremenil iz kamna v opeko in poslikano kamnito oblogo. Arhitekturni slog je postal veliko bolj zahodnjaški.
Vsako stanovanje je bilo široko od enega do dveh elevov. Dvodelne hiše so podedovale le eno stransko krilo, medtem ko so enodelne hiše krila popolnoma opustile. Stopnice so postale manj strme. Novo drugo nadstropje je običajno vsebovalo spalnice, skupaj s sprednjo in zadnjo teraso (šaitai, 晒台). Pritličje je bilo opremljeno s kuhinjami (zaopi džjan 灶批间). Na zadnji strani hiše so dodali 'zadnje krilo' in tingdzi džjan (亭子间) ali 'pergola soba', ki je bila nad kuhinjo in pod teraso. Ta je bila običajno majhna, z nizkimi stropi in obrnjena proti severu, zaradi česar je bila najmanj privlačna soba v hiši. Običajno so jih uporabljali za shranjevanje ali kot bivalne prostore za služabnike.
Ohranilo se je veliko novih šikumenov. Nekateri znani primeri so Džjanje Li (zdaj prenovljen v luksuzni hotel, poslovni in stanovanjski kompleks), Siming Cun in Mingde Li na aveniji Joffre.

## Imena
V kitajščini se naselja šikumen običajno poimenujejo s pripono Li (里, 'soseska'), Fang (坊, 'oddelek'), Long (弄, 'ulica') ali Cun (邨, 'vas'). Prvi dve sta tradicionalni priponi za imena mestnih območij, ki se pogosto uporabljajo vsaj od dinastije Tang. Kjer se je uporabljalo angleško ime, je bila pogosta pripona 'Terasa'.
Prvi del imena običajno izhaja iz enega od treh virov. Prva vrsta prevzame ime lastnika ali povezane osebe: na primer Siming Cun je poimenovan po kitajskem imenu (Siming Bank) glavnega sponzorja projekta, Ningpo Commercial & Savings Bank; podobno Meilan Fang prevzame en zlog iz imen obeh lastnikov - bratov Vu Meiši in Vu Silan. Druga vrsta prevzame ime bližnje ceste ali znamenitosti, na primer Bao'an Fang je poimenovan po bližnjem templju Bao'an Situ. Tretja vrsta uporablja ugodne besede: na primer Džišjang Li ('ugoden'), Ruji Li ('sreča') in Pingan Li ('varnost'). Kitajsko ime za Cité Bourgogne, Bugao Li, je fonetično podobno francoskemu imenu in ima ugoden pomen 'stopiti navzgor'.
Imena so običajno skupaj z letnico izgradnje vklesana na oboku nad vhodom v ulico.

## Pomembne soseskešikumendanes
Ohranilo se je le malo starih sosesk šikumen. Šingren Li, zgrajena leta 1872, je veljala za značilno starodavno naselje šikumen. Bila je na cesti East Beijing Road in je bila sestavljena iz 24 dvonadstropnih stanovanj, ki so se po velikosti razlikovale med tremi in petimi. Glavna ulica je bila dolga 107,5 metra, končne stene pa so imele zatrepe v slogu guanjin dou. Porušena je bila leta 1980.
Drugo pomembno, zdaj porušeno naselje je bil Siven Li, ki je bil na cesti Šindža. To poznodobno starodavno naselje šikumen je zasedalo 4,66 hektarja, s 48.000 kvadratnimi metri tlorisne površine. Skupno je bilo 706 stanovanj z dvema ali tremi nadstropji. Večina teh stavb je imela en sam prostor, brez sodobne sanitarne opreme. Vrata hiš so bila znana po zapletenih baročnih prekladah. Prvotno je bila to soseska srednjega razreda, vendar je območje zaradi pritoka beguncev v drugi kitajsko-japonski vojni postalo gosto naseljeno barakarsko naselje. Celotna soseska je bila v letih 2012–2014 postopoma porušena.
Cité Bourgogne (Bugao Li), ki je na cesti South Šanši, je tipičen stari tip naselja šikumen, čeprav je bilo zgrajeno v 1930-ih. Soseska vključuje 87 dvonadstropnih stanovanjskih stavb z opečnato fasado in rdečo opečnato fasado. Glavna ulica je široka približno 2,5 metra, na voljo pa so številne stranske ulice. Ulice so znane po glavnih vhodih, ki so zasnovani po vzoru tradicionalnih kitajskih vrat pailou. Cité Bourgogne je dobro ohranjeno na mestu kot občinska dediščina in ostaja večinoma stanovanjsko območje.
Največja soseska šikumen, ki se je ohranila v večinoma prvotnem stanju, je Džianje Li (建业里), ki je prav tako zaščitena kot dediščina. Novozgrajeno naselje, ki je na cesti West Džjanguo in Juejang, sestavlja 260 stanovanjskih blokov, ki so vsi dvonadstropne stavbe iz rdeče opeke. Za to naselje je značilna uporaba tradicionalnih kitajskih matou zatrepov in obokanih vrat. Leta 2003 so prvotne prebivalce preselili, stavbe pa so bile nekoliko kontroverzno prenovljene v stanovanja s storitvami, restavracije in druge komercialne namene.
Šangšjan Fang (尚贤坊), ki je na mestu glavne dvorane Mednarodnega kitajskega inštituta Gilberta Reida, je še eno zaščiteno območje šikumena, ki ga zdaj prenavljajo v 'hotele šikumen'. Med drugimi prenovljenimi območji šikumena sta Šintiandi, kjer so bile stavbe obsežno rekonstruirane, in Tianzi Fang, ki je bil preurejen za mala podjetja z umetniškim pridihom, hkrati pa je v veliki meri ohranil strukturo stavb. Vsi ti projekti prenove so bili kontroverzni.
Razen Cité Bourgogne, Šangšjan Fang in Džjanje Li so druga območja šikumen, zaščitena z dediščino, Siming Cun, Meilan Fang in Rongkang Li.